# Contrarreforma

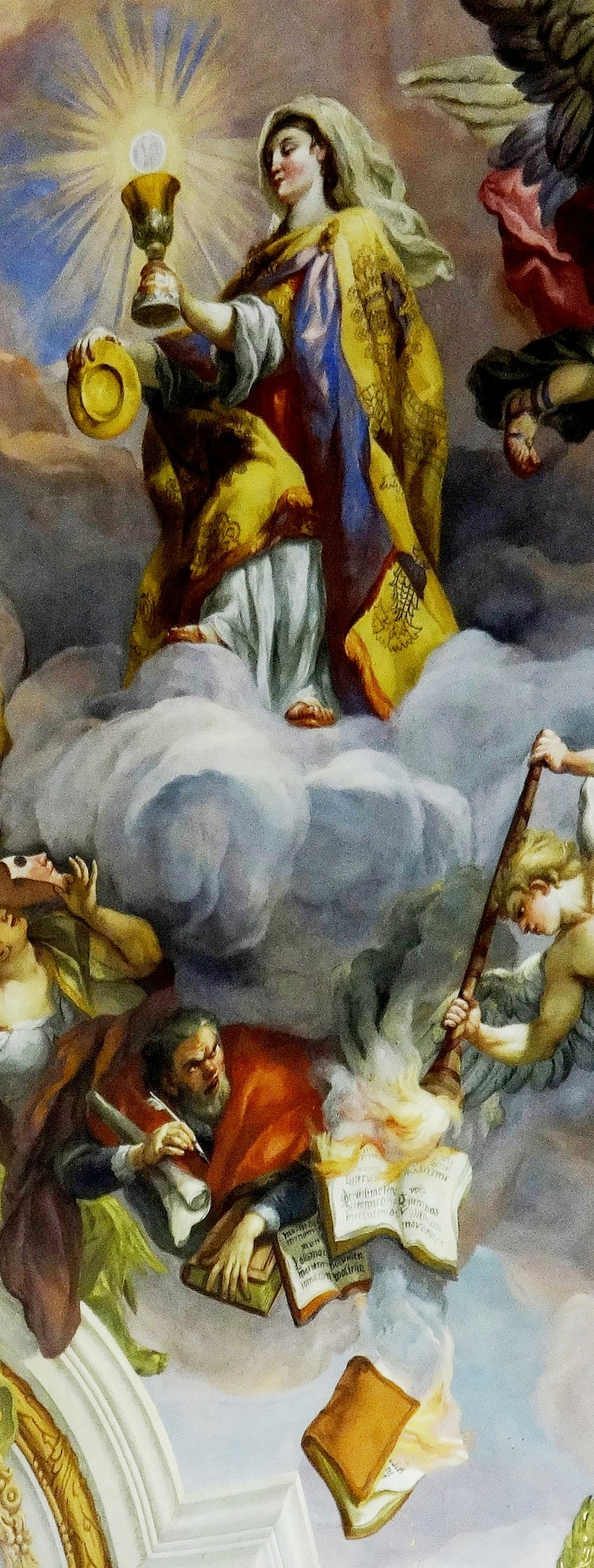
La fe católica venciendo a los herejes protestantes, parte de un fresco de Johann Michael Rottmayr (1729) en la Karlskirche de Viena.

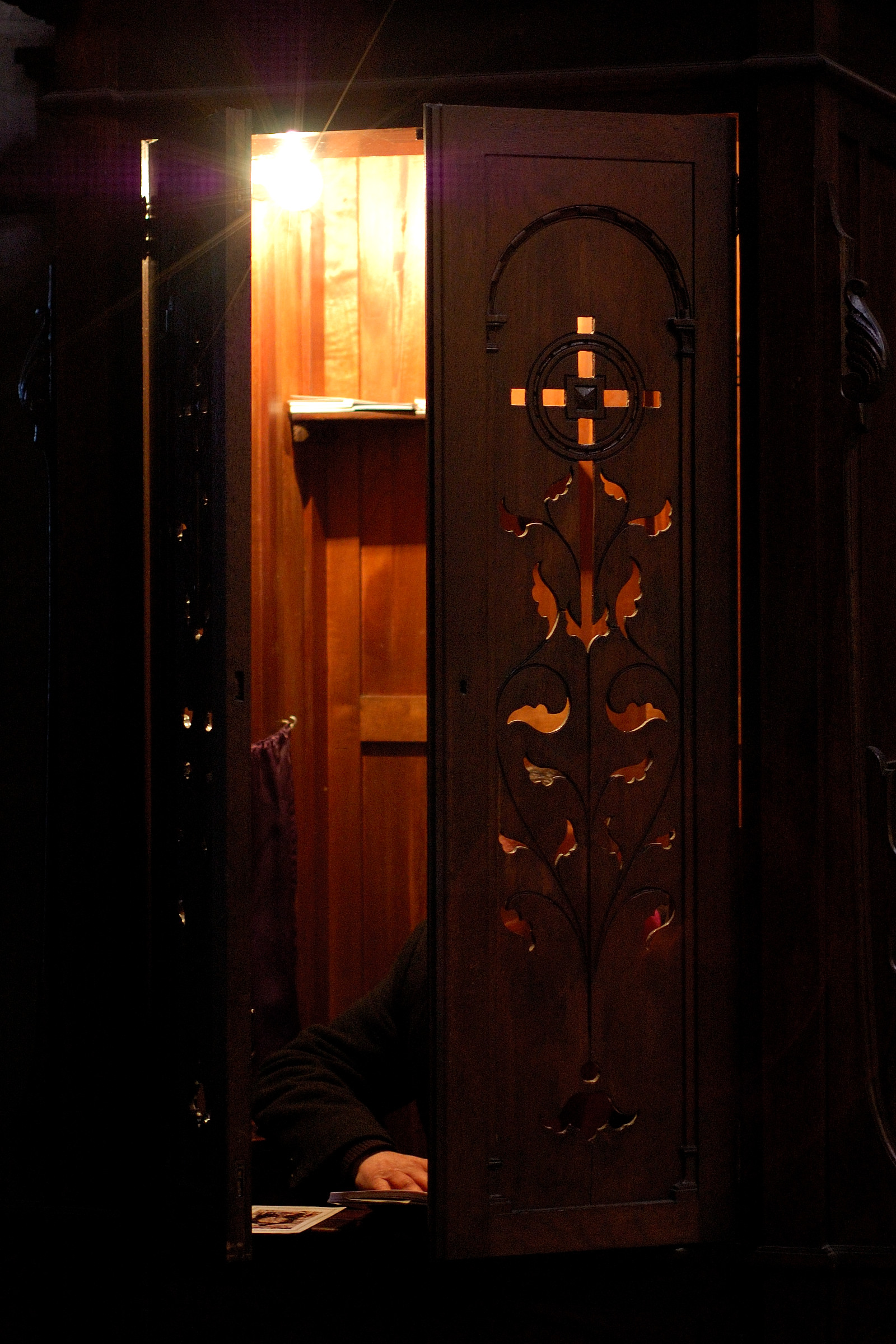
El sacramento de la confesión de los pecados, una de las diferencias entre la Reforma protestante y la Contrarreforma católica

Se denomina Reforma católica o Contrarreforma (en latín, Contrareformatio) a la respuesta y alternativa de la Iglesia católica en los siglos XVI y comienzos del XVII a la Reforma protestante de Martín Lutero, que había debilitado a la Iglesia. Comúnmente se define su inicio con el Concilio Ecuménico de Trento (1545-1563) hasta el fin de la guerra de los Treinta Años, en 1648, con la Paz de Westfalia, que ponía fin a la más importante de las guerras de religión en Europa, aunque no existe consenso a este respecto. El término de Reforma católica suele también incluir reformas y movimientos dentro de la Iglesia en los periodos inmediatamente previos a la Reforma protestante o al Concilio de Trento, así como otros muy posteriores. La Iglesia católica respondió al desafío protestante purgándose de los abusos y ambigüedades que abrieron camino a la rebelión y luego emprendió una campaña de recuperación de las ramas cismáticas, con resultados mixtos.  
Iniciada en parte para hacer frente a los desafíos de las reformas protestantes, la Contrarreforma constituyó un esfuerzo integral surgido de los decretos del Concilio de Trento. Tal esfuerzo dio como resultado documentos apologéticos y polémicos, juicios por herejía, esfuerzos anticorrupción, movimientos espirituales, la promoción de nuevas órdenes religiosas y el florecimiento de nuevos estilos artísticos y musicales. Políticas surgidas de estos esfuerzos (p. ej., las de las Dietas Imperiales del Sacro Imperio Romano Germánico) tuvieron efectos duraderos en la historia europea, incluyendo exilios de protestantes que continuaron hasta la Patente de Tolerancia de 1781, aunque hubo expulsiones menores en el siglo XIX.
Tales reformas incluyeron la fundación de seminarios para la formación adecuada de los sacerdotes en la vida espiritual y las tradiciones teológicas de la Iglesia, la reforma de la vida religiosa mediante el retorno de las órdenes a sus fundamentos espirituales y nuevos movimientos espirituales centrados en la vida devocional y una relación personal con Cristo, entre ellos los místicos españoles y la escuela francesa de espiritualidad. También involucró actividades políticas y utilizó las Inquisiciones regionales.  
Sus objetivos fueron renovar la Iglesia y evitar el avance de las doctrinas protestantes.  
Se centró sobre todo en cinco aspectos:
1. Doctrinas, con la creación del catecismo.
2. Reestructuración eclesiástica, con la fundación de seminarios.
3. Reforma de las órdenes religiosas, haciéndolas volver a sus orígenes tradicionales.
4. Vigilancia de los movimientos espirituales, centrándolos en la vida piadosa y en una relación personal con un sacerdote, y este, con Cristo.
5. Creación de la Inquisición romana y gestión de esta.

Un énfasis central de la Contrarreforma fue un esfuerzo misionero en partes de la recién descubierta América que habían sido colonizados por países católicos como España y Portugal. Muchas órdenes religiosas se enfocaron en la obra misionera extranjera, particularmente los jesuitas, motivados por ganar en América el poder y territorios que la Iglesia católica había perdido en Europa como resultado de la Reforma protestante. También hubo intentos de recatolizar áreas de Europa que habían roto con el Papado y adoptado el protestantismo, como Inglaterra o Suecia las cuales fundaron sus propias iglesias nacionales, siendo la Iglesia anglicana y la Iglesia de Suecia respectivamente. La mayoría de tierras «alemanas» en donde había trabajado Lutero se mantuvieron protestantes tras su muerte en 1546, pero territorios importantes, en particular Baviera y el Palatinado, fueron recuperadas para el catolicismo para finales del siglo XVI. Las guerras de religión entre 1562 y 1598 habían recuperado a Francia para la causa católica, si bien el Edicto de Nantes de 1598 había otorgado una tolerancia limitada para los protestantes, hasta su revocación en 1685. Tal vez la mayor victoria de la Contrarreforma fue la restauración de la dominación católica en Polonia y en la Bohemia husita. En Italia, España y el sur de los Países Bajos (la futura Bélgica), la influencia protestante fue también en gran medida desaparecida.

## Concilio de Trento
Llamados tempranos a la reforma dentro de la Iglesia católica surgieron de críticas a las actitudes y políticas mundanas de los papas renacentistas y de muchos miembros del clero, pero antes de mediados de siglo hubo muy escasa reacción papal significativa a los protestantes o a las demandas de reforma desde dentro de la Iglesia. Se considera que el papa Paulo III (r. 1534-1549) fue el primer papa de la Contrarreforma. Fue él quien en 1545 convocó el Concilio de Trento, que se considera el evento individual más importante de la Contrarreforma. El concilio, que se reunió de manera intermitente hasta 1563, respondió enfáticamente a los problemas en cuestión y promulgó la respuesta católica formal a los desafíos doctrinales de la Reforma protestante. Representa, por lo tanto, la resolución oficial de muchas cuestiones sobre las que había habido una ambigüedad continua a lo largo de la iglesia primitiva y la Edad Media. Lo que surgió del Concilio de Trento fue una iglesia y un papado escarmentados pero consolidados, el catolicismo de la historia moderna.
Este concilio general de la Iglesia, reunido de 1545 a 1563 en Trento (Principado obispado de Trento), cerca de los Alpes, aprobó una serie de decretos doctrinales con respecto a los dogmas, la disciplina, el papado y las órdenes religiosas, que permanecieron vigentes hasta que se reunió el siguiente concilio, más de tres siglos después. El concilio estableció los siguientes aspectos:
- Una jerarquía efectiva de supervisión para garantizar que el clero y los laicos observaran las nuevas normas de disciplina y ortodoxia que se esperaba de ellos.
- El fortalecimiento de la figura del papa.
- La revitalización de la meditación y la oración, así como el control de las pasiones de los individuos.
- El examen cotidiano de la conciencia y la confesión.
- La celebración de fiestas anuales en honor de los santos y las advocaciones a la Virgen María.
- El impulso a la formación de más cofradías y hermandades donde se organizarían cajas de ahorro para ayudar a las viudas, los huérfanos, los ancianos y los enfermos, y para pagar los gastos funerarios.
- El castigo a los miembros de la Iglesia que abusaran de los bienes económicos de los fieles.
- Estas medidas, junto con la Inquisición y las guerras de religión, pretendían detener el avance del protestantismo e infundir un nuevo entusiasmo y confianza a los católicos.

Hacia 1650, más de dos tercios de Europa prestaba de nuevo obediencia a la Iglesia católica: la Reforma protestante, en conjunto, solo conservó su influencia en el norte.

## Contrarreforma católica

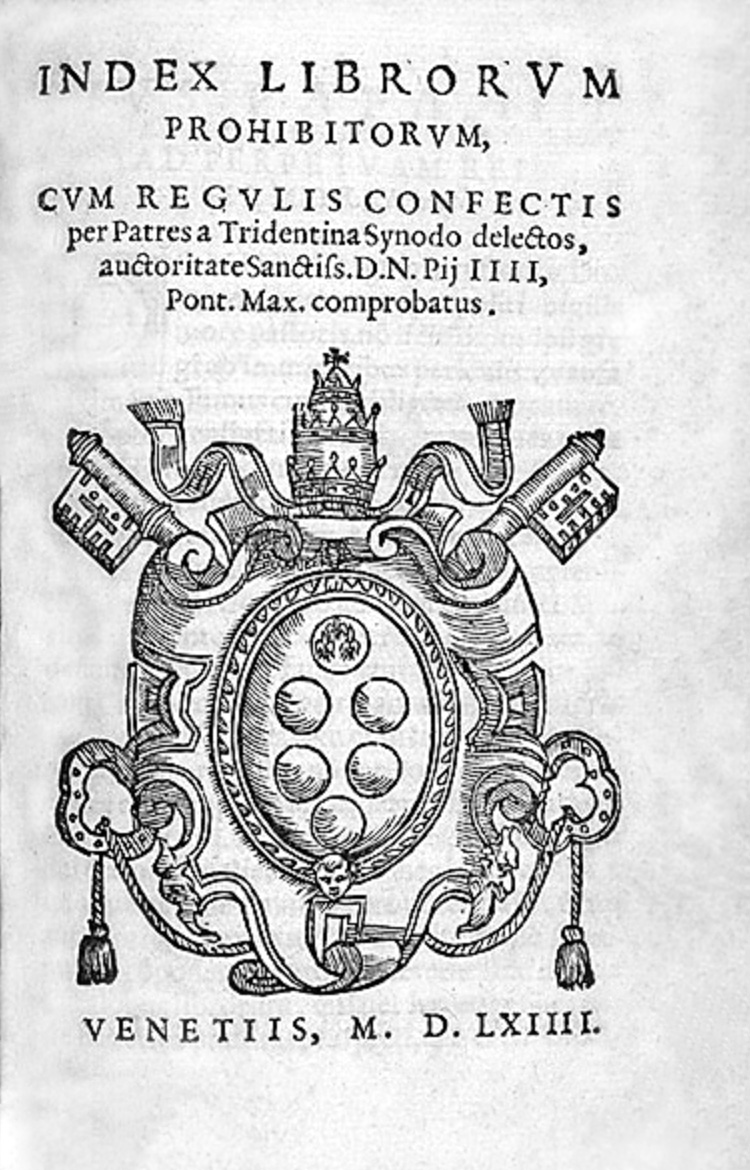
Index Librorum Prohibitorum

La Contrarreforma, para algunos, no difería en forma sustancial de aquello que buscaba la Reforma protestante a la hora de renovar la Iglesia. Sin embargo, en cuestiones teológicas era completamente opuesta. Los esfuerzos reformistas de Paulo IV se basaron en el Derecho Canónico y las encíclicas papales. Dos de sus herramientas fueron la Inquisición, institución creada por el papa Gregorio IX en el siglo XIV para investigar y juzgar a los acusados de herejía o brujería, y la censura, con la creación del Índice de libros prohibidos.
Entre otras medidas efectivas sobre liturgia, administración y enseñanza religiosa, se tomaron las siguientes:
1. Nombrar cardenales y obispos de gran integridad moral, como San Carlos Borromeo, arzobispo de Milán.
2. Crear seminarios en muchas de las diócesis, lo que garantizó la formación teológica del clero.

El Concilio de Trento no estuvo de acuerdo con ninguna de las reformas de Lutero, Calvino u otros protestantes, sobre todo la justificación por la fe, lo que acentuó la división del cristianismo, con diferentes reformistas coincidiendo en que el papado era perjudicial.
Por otra parte, el descubrimiento y colonización de América convirtió a muchos clérigos en misioneros, empeñados en la conversión de los nuevos pueblos conocidos y estableciendo escuelas confesionales.
Al mismo tiempo que la agresividad y militancia del catolicismo era palpable, surgió una ola de misticismo que proponía la meditación y el rezo personal, como el del rosario. La fe católica tras la contrarreforma tuvo dos vertientes:
1. La idea de un Dios temible que utilizaba el castigo, que fue impulsada por Paulo IV,
2. La piedad popular y la experiencia religiosa individual, que dio figuras como Teresa de Jesús, Juan de la Cruz o Ignacio de Loyola.

Pío V representó el esfuerzo de un sector eclesiástico para combatir el protestantismo impulsando la devoción popular y castigando la herejía. Era un dominico de fe sólida y férrea disciplina, que protegió a los pobres creando hospitales y escuelas y apoyando las misiones en el Nuevo Mundo, pero decidió aplicar la Inquisición para prevenir el aumento de herejes.
Sixto V representó la etapa final de la Reforma católica, convirtiendo Roma y el Barroco en la representación visual del catolicismo.

## Órdenes religiosas
Las nuevas órdenes religiosas constituyeron una parte fundamental de la Contrarreforma. Órdenes tales como los capuchinos, carmelitas descalzos, ursulinas, teatinos, paulistas o jesuitas, paúles, consolidaron las parroquias rurales, ayudaron a consolidar la piedad popular por medio del ejemplo y el cuidado de pobres y enfermos. Su dedicación a las obras de misericordia ejemplifica la reafirmación católica de la salvación a través de la fe y de las obras, y negando la idea luterana de salvación únicamente a través de la fe. No solamente hicieron la Iglesia más eficaz, sino que reafirmaron las premisas fundamentales de la Iglesia medieval.
- Carmelitas descalzos: reforma de la Orden del Carmen, renovaron la espiritualidad cristiana mediante la mística.
- Capuchinos: formados a partir de los franciscanos, alcanzaron renombre por la protección dispensada a los pobres, decididos a practicar la caridad cristiana y vivir austeramente.
- Ursulinas: se centraron en la educación de niñas y jóvenes.
- Teatinos: decidieron acabar con la herejía a través de la regeneración del clero.
- Paulistas: sus actividades estaban dirigidas a la educación de los jóvenes (catequesis), y ejercían apostolado en las prisiones y hospitales.
- Jesuitas: además de hacer un voto de obediencia incondicional al papa, se centraron en la educación, la reflexión teológica y las misiones. Su gran preparación intelectual los convirtió en directores espirituales de monarcas y, hasta la fecha, en educadores de la alta sociedad.
- Paúles: estos misioneros nacen para la evangelización de los pobres, especialmente los del campo, así como la formación del clero, quienes además administraban seminarios donde los clérigos eran instruidos en ciencias y piedad.

Otros movimientos espirituales, como los espiritualistas italianos o los místicos españoles, intentaron reformar la iglesia a través del individuo. Un ejemplo fueron los oratorios.

## Liturgia

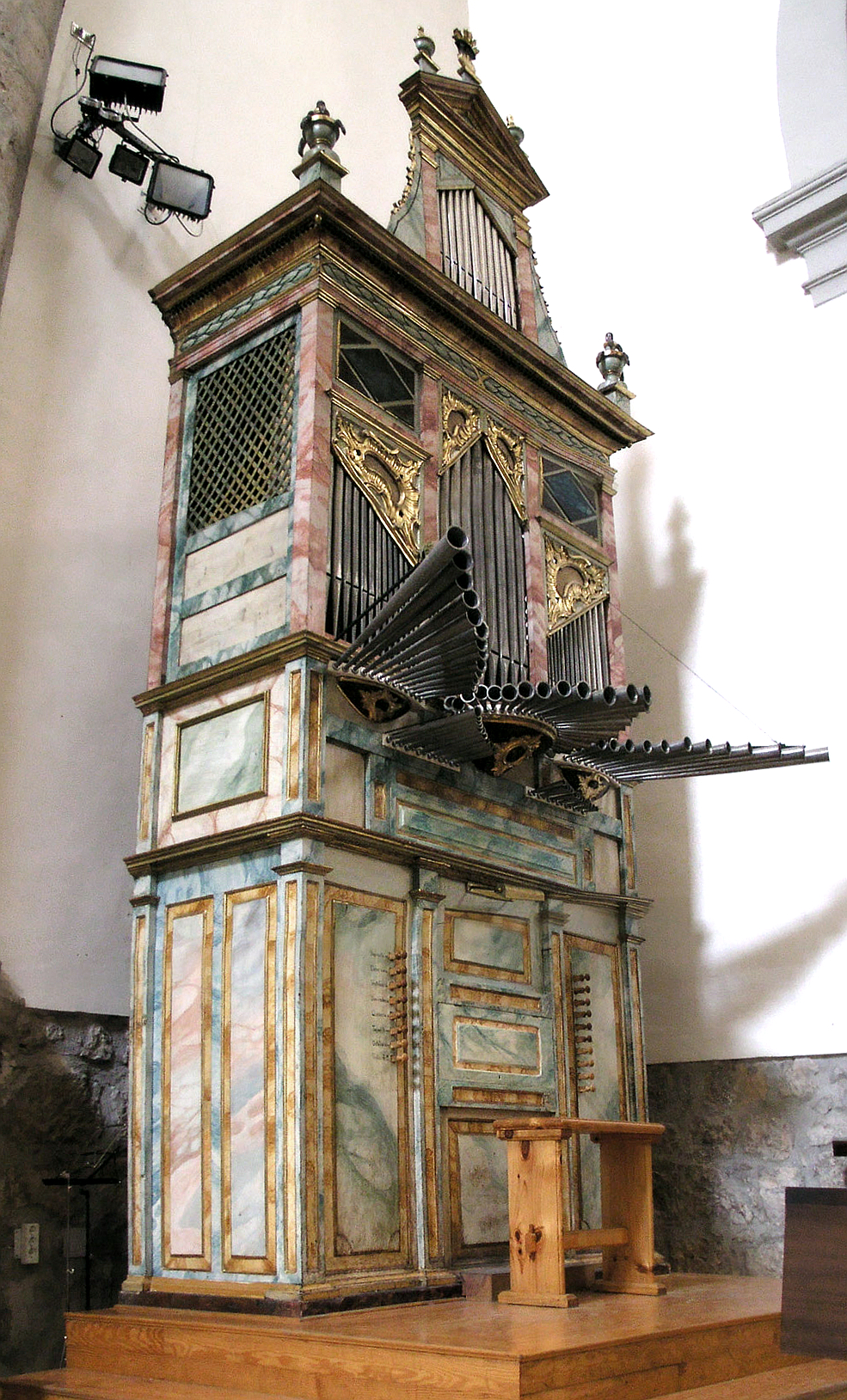
Órgano barroco

Una consecuencia del concilio fue la unificación litúrgica:
- Se abolieron los ritos eucarísticos locales, salvo algunas excepciones, y se estableció un rito unificado en latín (salvo el sermón, en lengua vernácula) conocido como Misa Tridentina, de espaldas al pueblo, guiada por un Misal y que regula el rito y liturgia ordinarios de la misa, el santoral y las misas votivas y de difuntos. La Eucaristía se definió dogmáticamente como un auténtico sacrificio expiatorio, en el que el pan y el vino se transubstancian en la carne y sangre auténticas de Cristo.
- Se regularon los siete Sacramentos católicos y cómo se debían fundar nuevas parroquias.
- Se pidió la simplificación en la música usada en las iglesias, evitando la polifonía; esto llevó a una mayor difusión del canto gregoriano.

## Música sacra

### Reformas antes del Concilio de Trento
Se considera que el Concilio de Trento fue el punto álgido de la influencia de la Contrarreforma en la música sacra del siglo XVI. Sin embargo, los pronunciamientos del concilio sobre la música no fueron el primer intento de reforma. Antes de que el Concilio de Trento se reuniera para debatir sobre la música en 1562, la Iglesia Católica ya se había manifestado en contra del abuso de la música utilizada en la misa. La manipulación del Credo y el uso de cantos no litúrgicos se abordaron en 1503, y el canto profano y la inteligibilidad del texto en la interpretación de la salmodia en 1492. Los delegados en el concilio no eran más que un eslabón en la larga cadena de clérigos eclesiásticos que habían impulsado una reforma de la liturgia musical que se remontaba ya a 1322.
Probablemente el movimiento más extremo de reforma se produjo a finales de 1562 cuando, instruidos por los legados, Egidio Foscarari (obispo de Módena) y Gabriele Paleotti (arzobispo de Bolonia) comenzaron a trabajar en la reforma de las órdenes religiosas y sus prácticas relacionadas con la liturgia. Las reformas prescritas a los claustros de monjas, que incluían la omisión del uso del órgano, prohibir los músicos profesionales, y desterrar el canto polifónico, eran mucho más estrictas que cualquiera de los edictos del concilio o incluso que los que se encuentran en la leyenda de Palestrina.
Otra reforma posterior al Concilio de Trento fue la publicación en 1568 del Breviario Romano prohibir los músicos profesionales, y desterrar el canto polifónico, eran mucho más estrictas que cualquiera de los edictos del concilio o incluso que los que se encuentran en la leyenda de Palestrina.
Alimentando el grito de reforma de muchas figuras eclesiales estaba la técnica compositiva popular en los siglos XV y XVI de utilizar material musical e incluso los textos de acompañamiento de otras composiciones como motetes, madrigales, y chansons. Varias voces cantando diferentes textos en diferentes idiomas hacían difícil distinguir cualquier texto de la mezcla de palabras y notas. La misa parodia contenía entonces melodías (normalmente la línea del tenor) y palabras de canciones que podrían haber sido, y a menudo lo eran, sobre temas sensuales. La liturgia musical de la Iglesia estaba cada vez más influenciada por melodías y estilos seculares. El Concilio de París, que se reunió en 1528, así como el Concilio de Trento estaban haciendo intentos para restaurar el sentido de lo sagrado en el entorno de la Iglesia y lo que era apropiado para la Misa. Los concilios simplemente respondían a cuestiones de su época.

### Reformas durante la 22.ª sesión
El Concilio de Trento se reunió esporádicamente desde el 13 de diciembre de 1545 hasta el 4 de diciembre de 1563 para reformar muchas partes de la Iglesia católica. La 22.ª sesión del concilio, que se reunió en 1562, trató sobre la música de la Iglesia en el canon 8 en la sección de "Abusos en el Sacrificio de la Misa" durante una reunión del concilio el 10 de septiembre de 1562.
El canon 8 establece que "Puesto que los sagrados misterios deben ser celebrados con la mayor reverencia, tanto con el más profundo sentimiento hacia Dios solo, como con el culto externo que sea verdaderamente adecuado y apropiado, para que otros puedan llenarse de devoción y ser llamados a la religión: ... Todo debe regularse para que las Misas, ya se celebren con voz llana o cantada, con todo ejecutado clara y rápidamente, lleguen a los oídos de los oyentes y penetren tranquilamente en sus corazones. En las Misas en que se acostumbra la música mesurada y el órgano, no debe entremezclarse nada profano, sino sólo himnos y alabanzas divinas. Si se canta algo del servicio divino con el órgano mientras se celebra el servicio, que primero se recite con voz sencilla y clara, para que no sea imperceptible la lectura de las palabras sagradas. Pero toda la manera de cantar en modos musicales debe estar calculada no para proporcionar un vano deleite al oído, sino para que las palabras puedan ser comprensibles para todos; y así los corazones de los oyentes puedan ser atrapados por el deseo de armonías celestiales y la contemplación de las alegrías de los bienaventurados."
El canon 8 se cita a menudo como el decreto del Concilio de Trento sobre la música de la Iglesia, pero eso es un malentendido flagrante del canon; era sólo una propuesta de decreto. De hecho, los delegados en el concilio nunca aceptaron oficialmente el canon 8 en su forma popular, pero los obispos de Granada, Coimbra y Segovia presionaron para que se atenuara la larga declaración sobre la música y muchos otros prelados del concilio se unieron con entusiasmo. Las únicas restricciones impuestas por la 22.ª sesión fueron mantener los elementos profanos fuera de la música, permitiendo implícitamente la polifonía. La cuestión de la inteligibilidad textual no se incluyó en los edictos finales de la 22.ª sesión, sino que sólo apareció en los debates preliminares. La 22.ª sesión sólo prohibió que las cosas "lascivas" y "profanas" se entremezclaran con la música, pero Paleotti, en sus Actas, da la misma importancia a las cuestiones de inteligibilidad.
La idea de que el concilio llamó a eliminar toda la polifonía de la Iglesia está muy extendida, pero no hay pruebas documentales que apoyen esa afirmación. Es posible, sin embargo, que algunos de los Padres hubieran propuesto tal medida. Al emperador Fernando I del Sacro Imperio Romano Germánico se le ha atribuido ser el "salvador de la música eclesiástica" porque dijo que la polifonía no debía ser expulsada de la Iglesia. Pero lo más probable es que Fernando fuera un alarmista y leyera en el concilio la posibilidad de una prohibición total de la polifonía. El Concilio de Trento no se centró en el estilo de la música sino en las actitudes de adoración y reverencia durante la misa.

### Mito del Salvador
La crisis en torno a la polifonía y la inteligibilidad del texto y la amenaza de que la polifonía iba a ser eliminada por completo, que se suponía provenía del concilio, tiene una leyenda de resolución muy dramática. La leyenda cuenta que Giovanni Pierluigi da Palestrina (c. 1525/26-1594), músico eclesiástico y maestro de coro en Roma, escribió una misa para los delegados del concilio con el fin de demostrar que una composición polifónica podía componer el texto de tal manera que las palabras pudieran entenderse claramente y que siguiera siendo agradable al oído. La Missa Papae Marcelli (Misa del papa Marcelo) de Palestrina se interpretó ante el concilio y tuvo tal acogida entre los delegados que éstos cambiaron completamente de opinión y permitieron que la polifonía siguiera utilizándose en la liturgia musical. Por ello, Palestrina llegó a ser llamado el "salvador de la polifonía eclesiástica". Esta leyenda, aunque infundada, ha sido durante mucho tiempo un pilar de las historias de la música. El mito salvador fue difundido por primera vez por un relato de Aggazzari y Banchieri en 1609 que decía que el papa Marcelo estaba intentando sustituir toda la polifonía por el canto llano. La Missa Papae Marcelli de Palestrina fue, sin embargo, interpretada para el papa mientras se consideraban reformas para el Coro Sixtino ya en 1564, después de la 22.ª sesión. La Misa del papa Marcelo, por tanto, no contribuyó a salvar la polifonía eclesiástica. Lo que es innegable es que, a pesar de cualquier prueba sólida de su influencia durante o después del Concilio de Trento, ninguna figura está más cualificada para representar la causa de la polifonía en la misa que Palestrina. El papa Pío IV al escuchar la música de Palestrina haría de éste, por breve papal, el modelo para las futuras generaciones de compositores católicos de música sacra.

#### Reformas tras el Concilio de Trento

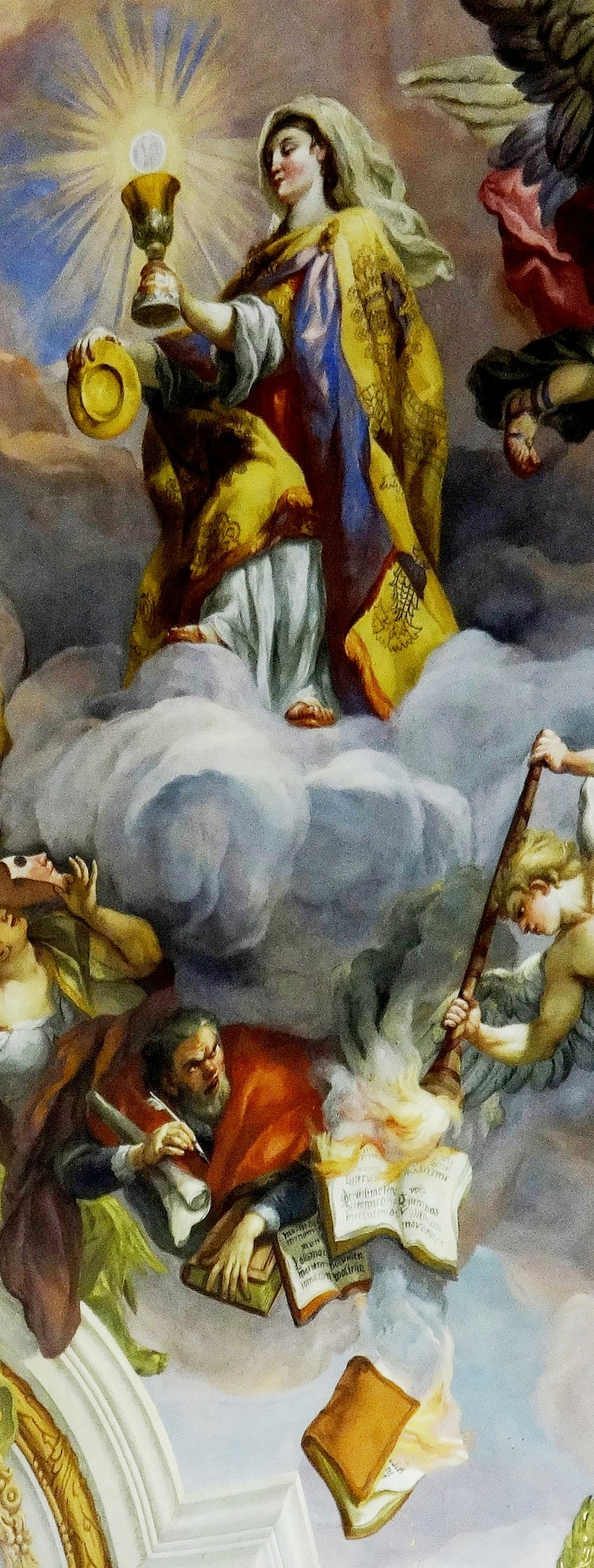
Johann Michael Rottmayr (1729): La fe católica vence a las herejías protestantes; parte de un fresco en el interior de la Karlskirche de Viena.

Al igual que su contemporáneo Palestrina, al compositor flamenco Jacobus de Kerle (1531/32-1591) también se le atribuyó el mérito de ofrecer un modelo de composición para el Concilio de Trento. Su composición a cuatro voces, Preces, marca el "punto de inflexión oficial del ideal a cappella de la Contrarreforma". Kerle fue el único compositor de rango de los Países Bajos que actuó en conformidad con el concilio. Otro gigante de la música en pie de igualdad con Palestrina, Orlando di Lasso (1530/32-1594) fue una figura importante en la historia de la música, aunque menos purista que Palestrina. Expresó su simpatía por las preocupaciones del consejo, pero aun así se mostró a favor de las "misas de chanson de Parady".
A pesar de la escasez de edictos del concilio en relación con la polifonía y la claridad textual, las reformas que siguieron a la 22ª sesión llenaron las lagunas dejadas por el concilio en áreas estilísticas. En la 24ª sesión, el concilio otorgó autoridad a los "sínodos provinciales" para discernir las disposiciones relativas a la música eclesiástica. La decisión de dejar la aplicación práctica y las cuestiones estilísticas a los líderes eclesiásticos locales fue importante para dar forma al futuro de la música eclesiástica católica. Se dejó entonces en manos de los líderes eclesiásticos locales y de los músicos eclesiásticos encontrar la aplicación adecuada para los decretos del concilio.
Aunque originalmente teológicos y dirigidos a las actitudes de los músicos, los decretos del Concilio llegaron a ser considerados por los músicos de la Iglesia como un pronunciamiento sobre los estilos musicales adecuados. Lo más probable es que esta idea se difundiera a través de músicos que trataban de poner en práctica las declaraciones del concilio pero no leían los pronunciamientos oficiales tridentinos. Los músicos eclesiásticos probablemente se vieron influidos por órdenes de sus mecenas eclesiásticos. Los compositores que hacen referencia a las reformas del concilio en los prefacios de sus composiciones no reivindican adecuadamente una base musical del concilio, sino una base espiritual y religiosa de su arte.
El cardenal arzobispo de Milán, Charles Borromeo, fue una figura muy importante en la reforma de la música de la Iglesia tras el Concilio de Trento. Aunque Borromeo era ayudante del Papa en Roma y no podía estar en Milán, presionó con entusiasmo para que los decretos del concilio se pusieran rápidamente en práctica en Milán. Borromeo se mantenía en contacto con su iglesia en Milian a través de cartas y animaba con entusiasmo a los líderes de allí a poner en práctica las reformas procedentes del Concilio de Trento. En una de sus cartas a su vicario en la diócesis de Milán, Nicolo Ormaneto de Verona, Borromeo encargó al maestro de capilla, Vincenzo Ruffo (1508-1587), que escribiera una misa que facilitara al máximo la comprensión de las palabras. Borromeo también sugirió que si Don Nicola, un compositor de un estilo más cromático, se encontraba en Milán también podría componer una misa y que ambas se comparasen en cuanto a la claridad textual. Es probable que Borromeo estuviese involucrado u oyese hablar de las cuestiones relativas a la claridad textual debido a su petición a Ruffo.
Ruffo se tomó en serio el encargo de Borromeo y se propuso componer en un estilo que presentara el texto de manera que todas las palabras fueran inteligibles y el significado textual fuera la parte más importante de la composición. Su enfoque consistía en mover todas las voces de forma homorrítmica, sin ritmos complicados, y utilizar la disonancia de forma muy conservadora. El enfoque de Ruffo fue sin duda un éxito para la claridad textual y la simplicidad, pero si su música era muy pura teóricamente no fue un éxito artístico a pesar de los intentos de Ruffo de aportar interés a la monótona textura a cuatro voces. El estilo compositivo de Ruffo que favorecía el texto estaba bien en línea con la preocupación percibida del consejo por la inteligibilidad. Así, la creencia en los firmes edictos del concilio respecto a la inteligibilidad textual llegó a caracterizar el desarrollo de la música sacra de la Iglesia.
El Concilio de Trento trajo consigo otros cambios en la música: sobre todo el desarrollo de la Missa brevis, la Lauda y el Madrigal (Madrigali Spirituali). Además, las numerosas secuencias fueron prohibidas en su mayoría en la Misal de Pío V de 1570. Las secuencias restantes fueron Victimae paschali laudes para Pascua, Veni Sancte Spiritus] para Pentecostés, Lauda Sion Salvatorem] para Corpus Christi, y Dies Irae para All Souls y para Masses for the Dead.

## Arquitectura
Otra consecuencia del concilio fue la modificación del espacio arquitectónico de la ciudad de Roma. Durante la contrarreforma, se buscaba que la arquitectura actuase como otro medio propagandístico para el catolicismo. La reforma pretendía una reorganización general de Roma como un espacio de circulación, para fomentar la llegada de los fieles. Un espacio transitable que conectara los puntos religiosos importantes de la ciudad guiando así a los peregrinos, y reforzando el poder eclesial en la capital italiana.

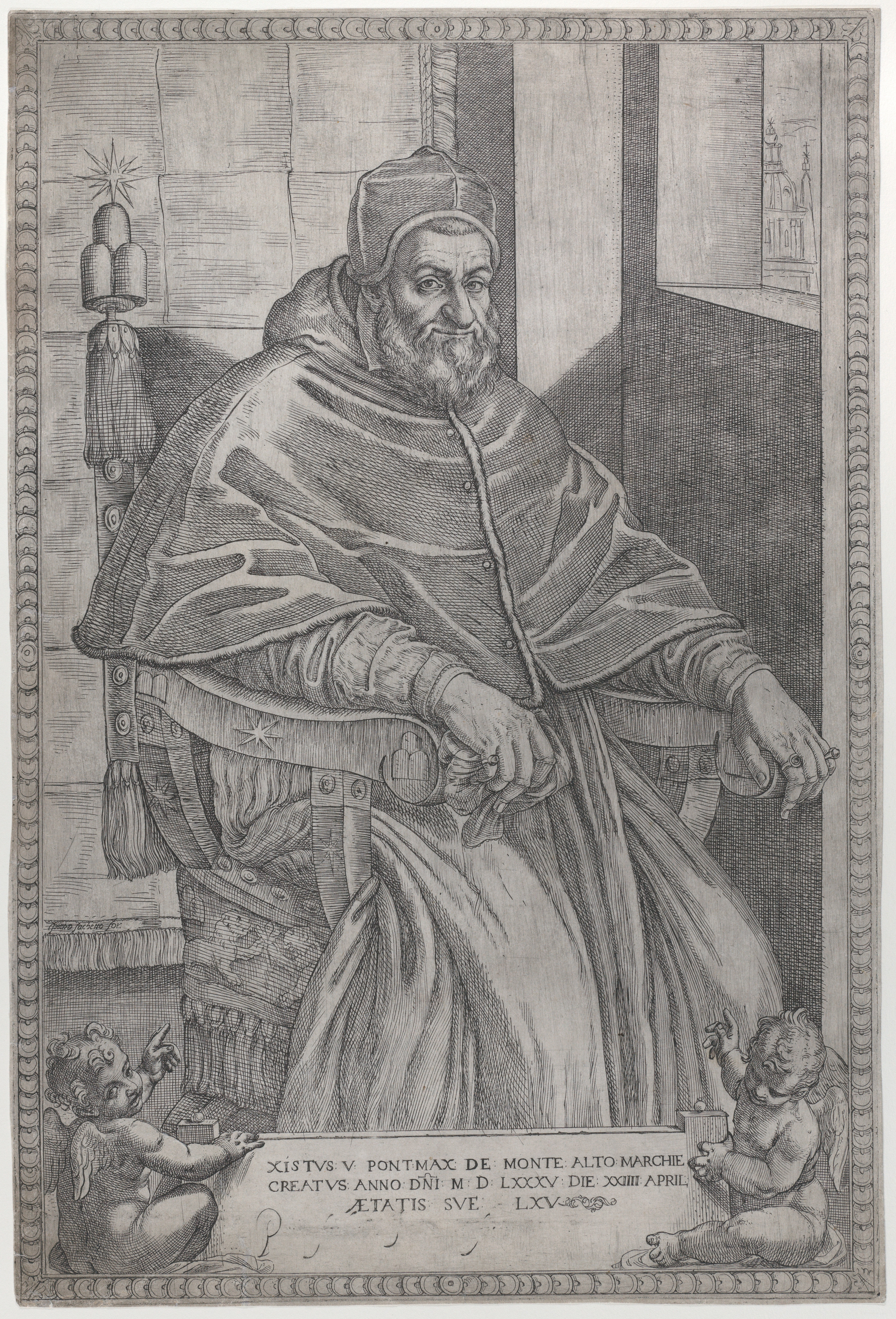
Retrato del papa Sixto V

Fueron Sixto V, junto al arquitecto e ingeniero, Doménico Fontana, quienes tuvieron un papel muy significativo en la transformación de la traza romana. Se ocuparon de generar una red de avenidas rectas y claras que conectaran las iglesias más reconocidas y los puntos religiosos importantes de la ciudad, para generar así un simple acceso y recorrido entre estos. Contaban con un plan incluso más amplio y ambicioso, pero la transformación barroca de Roma terminó con la muerte del papa.
El conjunto de operaciones tuvieron como resultado final que la ciudad romana se comenzara a percibir como una obra religiosa en su totalidad. Cada vía, iglesia y rincón comenzaron a actuar como elementos dialogantes entre sí dentro del conjunto. Los puntos que conformaban la ciudad y esta nueva red, dejaron de ser elementos individuales, para formar parte conjuntamente del trazado general, característica típica del Barroco.

## La revolución cultural
Algunos historiadores, como James Burke, han observado que algunas de las directrices de la contrarreforma provocaron consecuencias igual de graves que el cisma: por ejemplo, los estudios realizados para reformar el calendario juliano terminaron en la confrontación con Galileo y el mundo científico en general.
Se querían hacer atractivos los ritos, y se tomaron dos caminos:
- El del arte, con la aplicación de la decoración barroca.
- Las celebraciones festivas, para lo que era necesario acabar con la inexactitud del calendario, desfasado en diez días.

Se pidió a los astrónomos que lo reformaran, entre ellos a Nicolás Copérnico. En su obra, De Revolutionibus Orbium Coelestium, sustituye el modelo ptolemaico por uno heliocéntrico, aunque pasó desapercibido. El libro fue evitado por oponerse a las teorías católicas cuando otros científicos acumularon evidencias a su favor, llegando a ser la base de una revolución científica ajena a la Iglesia que culminó con la prohibición de estudiar los trabajos de Galileo Galilei.

## Personajes principales
- León X  (1513-1520)
- Paulo III (1534-1549)
- Julio III (1550-1555)
- Paulo IV (1555-1559)
- Pío IV (1559-1565)
- Pío V (1566-1572)
- Gregorio XIII (1572-1585)
- Sixto V (1585-1590)
- San Carlos Borromeo (1538-1584)
- San Ignacio de Loyola (1491-1556)
- San Francisco Javier (1506-1552)
- San Vicente de Paúl (1581-1660)
- Santa Teresa de Ávila (1515-1582)
- San Juan de la Cruz (1542-1591)
- San Francisco de Sales (1567-1622)
- San José de Calasanz (1557-1648)